# 孔雀高地
孔雀高地（英語：Peacock Heights）是南極洲的高地，位於奧次地，屬於邱吉爾山脈的一部分，長20公里、寬9公里，由英國南極名稱諮詢委員會命名，現時由南極條約體系管理。